# Rio Timiș
O rio Timiş ou or Tamiš (em romeno:  Timiş; em sérvio:  Тамиш ou Tamiš; em alemão:  Temesch; em húngaro:  Temes) é um rio que nasce nos Montes Semenic, Romênia, e desagua no rio Danúbio, próximo de Pančevo, Sérvia. Possui 339,8 km de extensão.

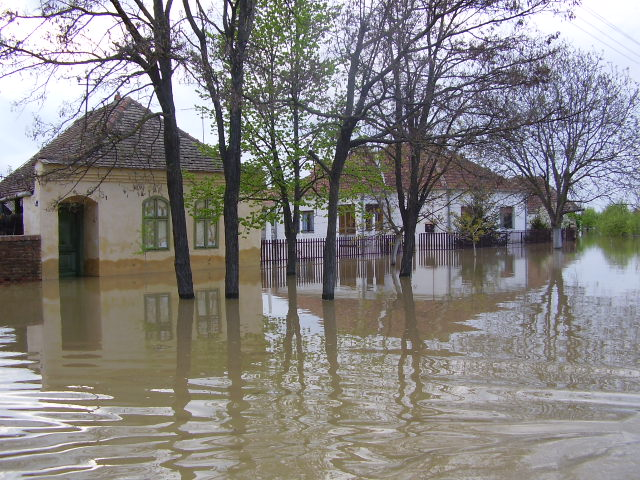
Enchente em Jaša Tomić, 2005.